# Sporisorium puellare
Sporisorium puellare är en svampart som först beskrevs av Syd. & P. Syd., och fick sitt nu gällande namn av G. Deml 1988. Sporisorium puellare ingår i släktet Sporisorium och familjen Ustilaginaceae.   Inga underarter finns listade i Catalogue of Life.